# Cala Rajada
Cala Rajada (talvolta riportato come Cala Ratjada) è una frazione del comune spagnolo di Capdepera, situato sull'isola di Maiorca nella comunità autonoma delle Baleari.
È situata nei pressi del punto più orientale dell'isola, a circa 3 km da Capdepera e circa 80 km dal capoluogo Palma di Maiorca.
La principale attività è il turismo balneare, che ha iniziato a svilupparsi a partire dagli anni sessanta. Le spiagge presenti in zona sono quelle di Cala Pedruscada, Son Moll, Cala Rajada, Cala Gat, L'Olla, Cala Lliteres, Cala Agulla e Cala Moltó.

## Galleria d'immagini

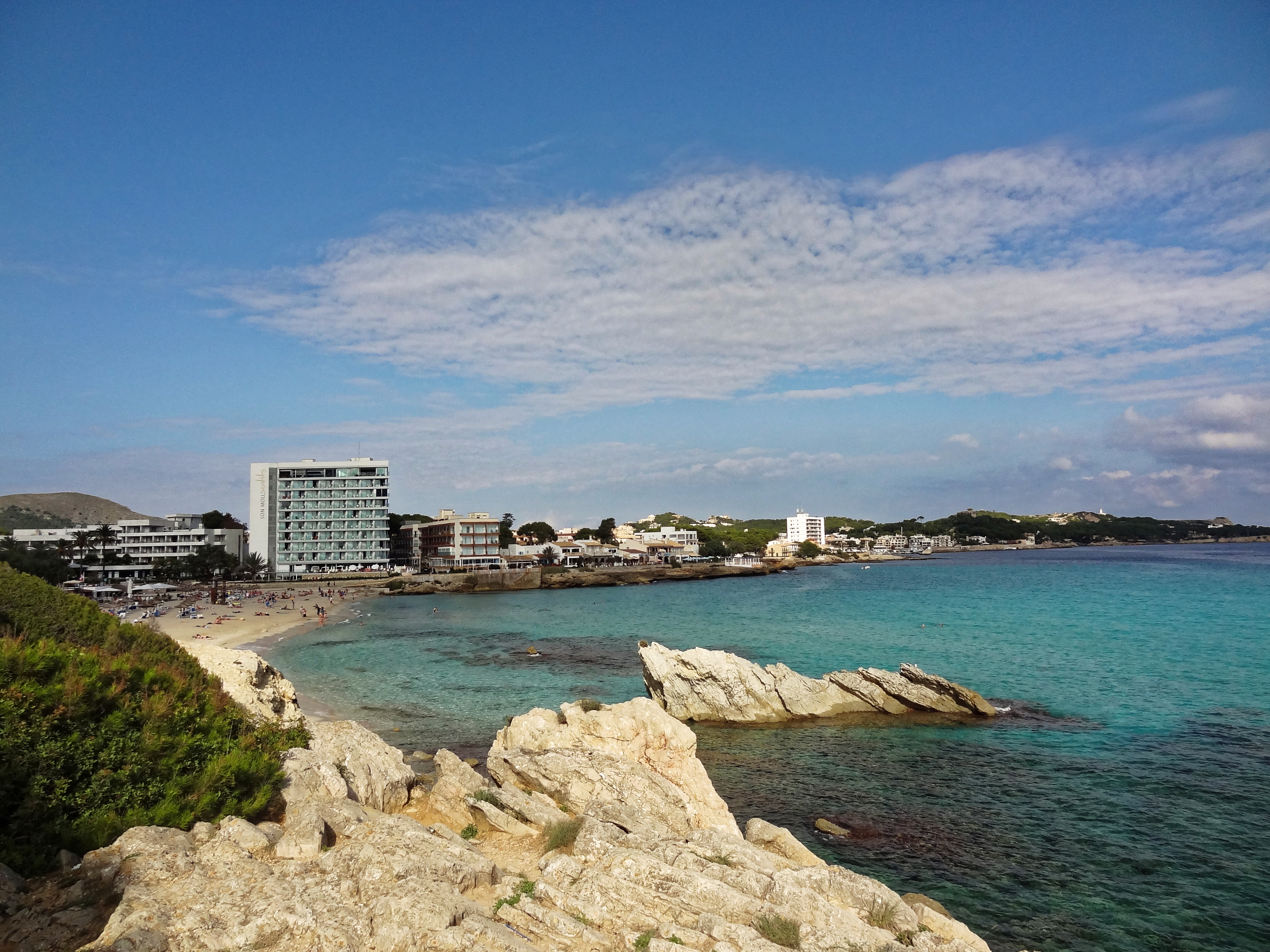
La spiaggia di Son Moll
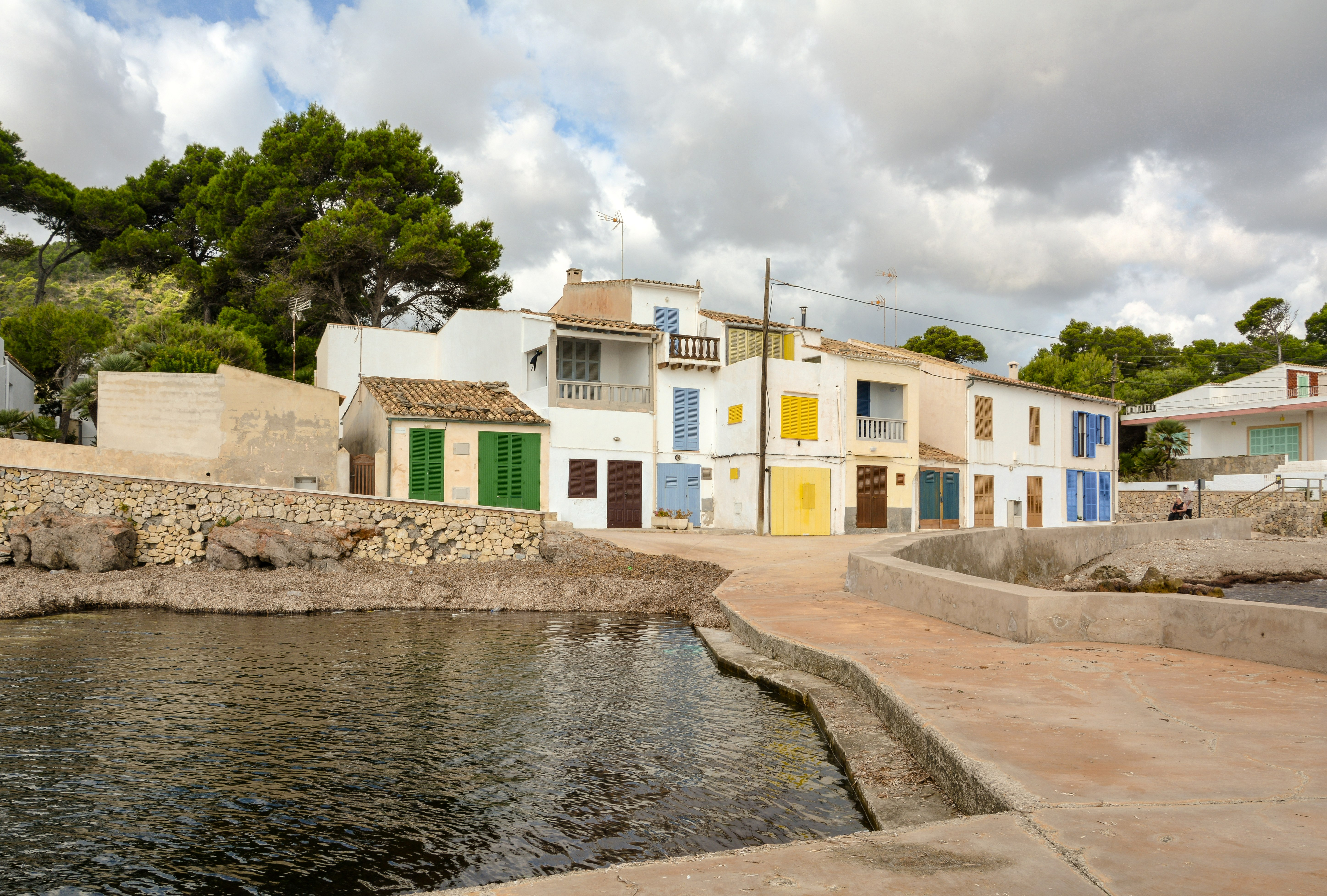
Cala Pedruscada
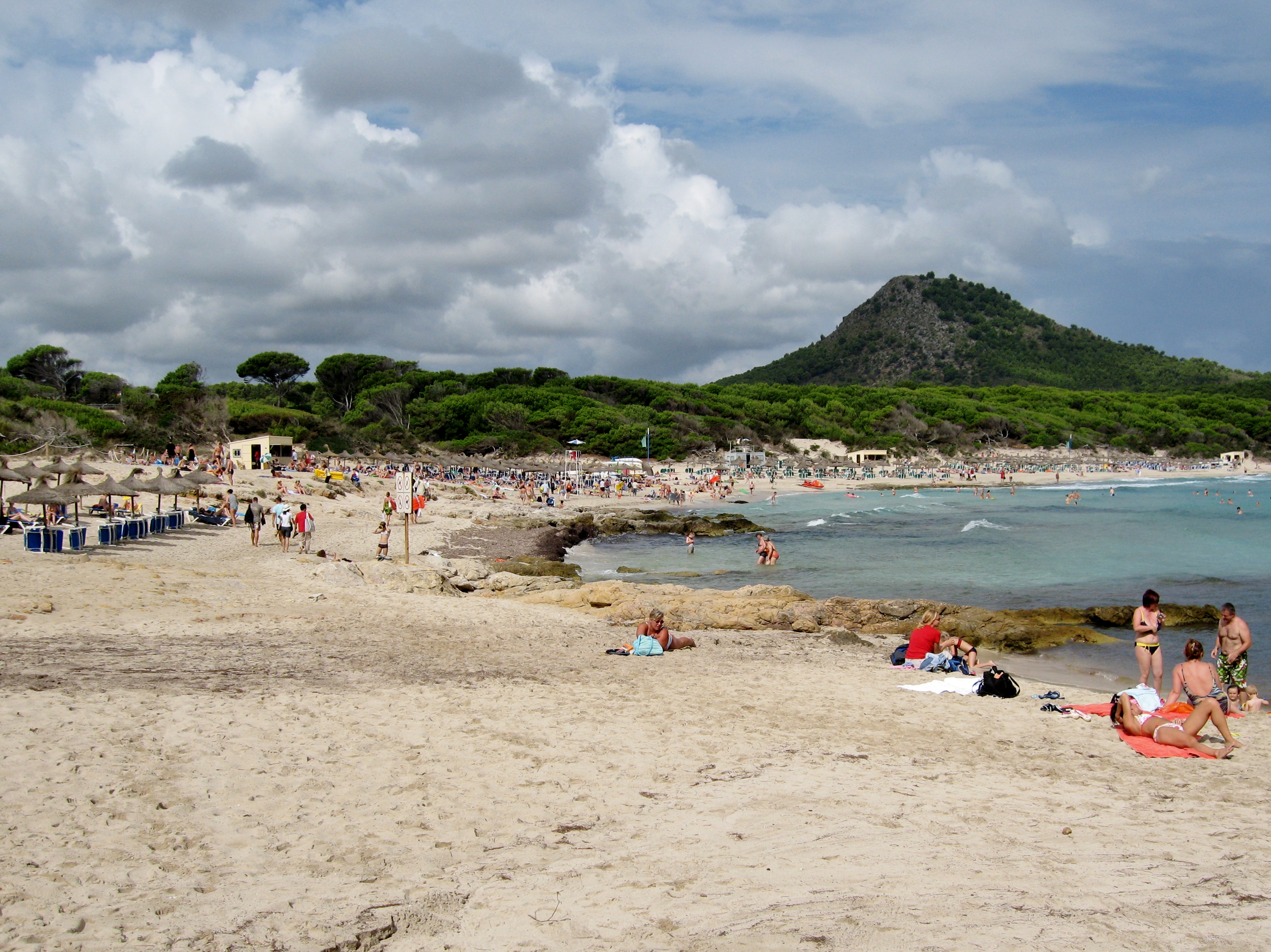
Cala Agulla